# Merano
Merano (în germană Meran, în latină Castrum Maiense) este al doilea oraș ca mărime din Tirolul de Sud, Italia, după Bolzano, care este capitala provinciei.

## Demografie
Merano - evoluția demografică

|  | Graficele sunt indisponibile din cauza unor probleme tehnice. Mai multe informații se găsesc la Phabricator și la wiki-ul MediaWiki. |

Date: Recensăminte sau birourile de statistică - grafică realizată de Wikipedia

## Personalități născute aici
- Oswald Oberhuber (1931 - 2020), artist plastic austriac.

## Personalități
- Leo Putz (1869-1940), pictor